# 마틴 그린

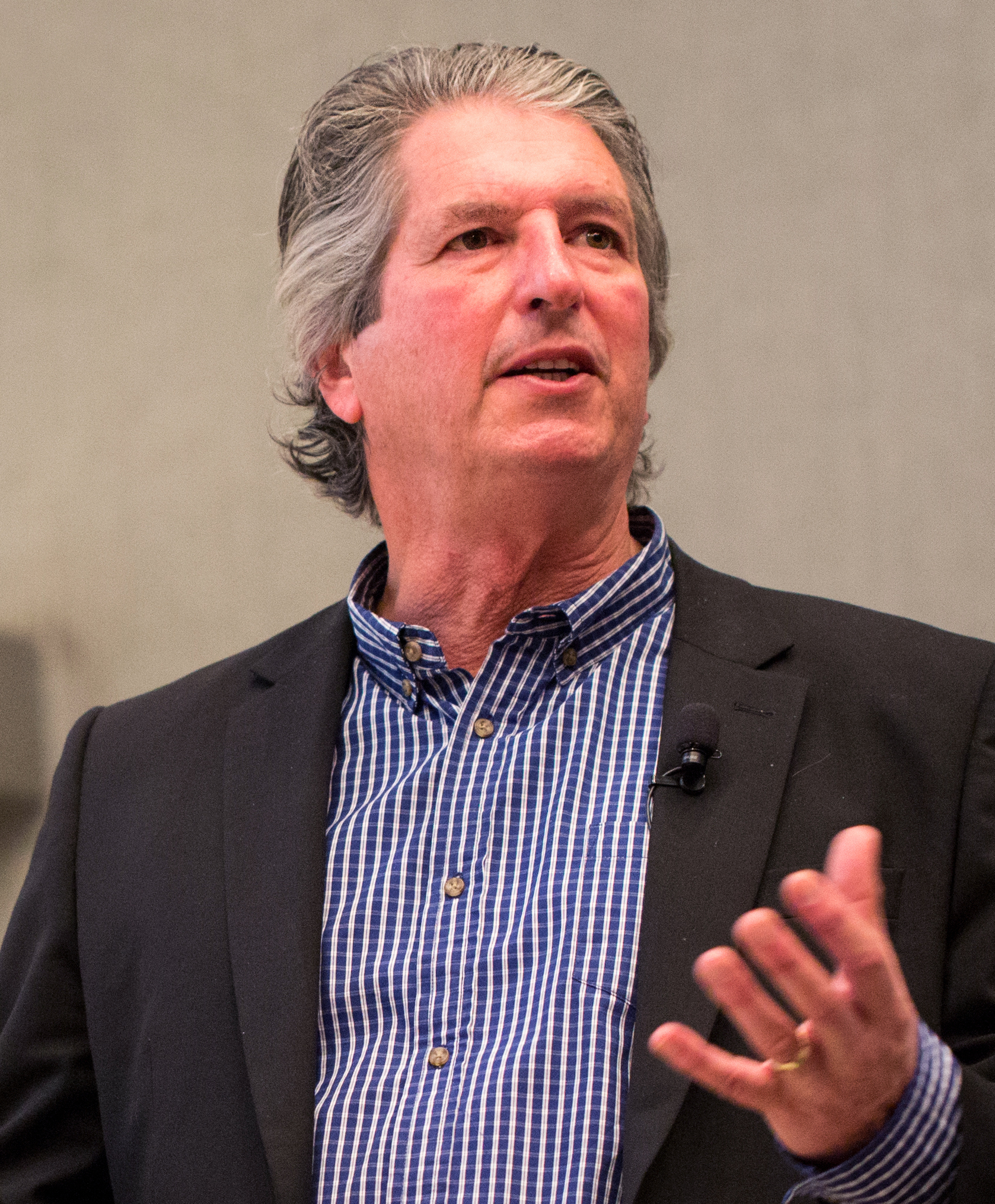

마틴 그린(Martin Green, 1948년 7월 20일 ~ )은 호주 뉴사우스웨일스 대학교(UNSW)의 교수이다. 태양 전지 연구 분야에서, 세계 최고 수준의 기술을 갖고 있다.
2008년 태양전지 제조사업에 진출한 신성이엔지(대표 이완근)도 관련 연구로 잘 알려진 호주 뉴사우스웨일스 대학교(UNSW)의 태양전지 리서치연구소 출신의 조영현 박사를 최고기술책임자(CTO)로 영입했다. UNSW 연구소는 24%에 달하는 태양전지 발전효율 기술을 가지고 있는 곳으로 현재 태양전지 연구기관 가운데 세계 최고 권위를 인정받고 있다. 태양전지 기업으로 급성장해 주목받고 있는 중국의 선테크를 비롯해 난징솔라 등의 CEO는 모두 UNSW의 박사 출신들이며 이들 모두 UNSW 마틴 그린 교수의 제자들이다.